# HFS Plus
HFS Plus of HFS+ is een journaling bestandssysteem van Apple Inc. Het is ook bekend onder de benamingen Mac OS Extended en HFS Extended. Het diende van 1998 tot 2017 als het bestandssysteem op alle Mac-computers en op de eerste generatie iPod-muziekspeler.

## Beschrijving
HFS Plus verscheen voor het eerst in Mac OS 8.1 in 1998 en verving het Hierarchical File System.
In tegenstelling tot HFS ondersteunt HFS Plus grotere bestanden door een verdubbeling van de blokadressen naar 32 bits. De maximale bestandsgrootte is 8 EB (exabyte) en het maximale aantal bestanden per volume is ruim 4,29 miljard. Ook is er ondersteuning voor Unicode-karakters voor bestandsnamen, die uit maximaal 255 karakters kunnen bestaan.
Nadelen die worden genoemd zijn het ontbreken van tijdstempels in nanoseconden, gelijktijdige toegang door meerdere processen, snapshots, ondersteuning voor datums na 6 februari 2040 en verspreide bestanden. Doordat HFS+ niet was ontworpen voor Unix-achtige bestandssystemen, moesten functies als gebruikersrechten en harde links achteraf worden ingepast.
HFS Plus werd in 2017 opgevolgd door het Apple File System (APFS) dat werd geïntroduceerd in macOS High Sierra.